# (33806) Shrivastava
(33806) Shrivastava est un astéroïde de la ceinture principale.

## Description
(33806) Shrivastava est un astéroïde de la ceinture principale. Il fut découvert le 6 décembre 1999 à Socorro (Nouveau-Mexique) par le projet LINEAR. Il présente une orbite caractérisée par un demi-grand axe de 2,41 UA, une excentricité de 0,05 et une inclinaison de 6,1° par rapport à l'écliptique.